# Adolf Lasson
Adolf Lasson (Strelitz-Alt, 12 marzo 1832 – Berlino, 19 dicembre 1917) è stato un filosofo tedesco.
Nato da una famiglia ebrea, si convertì al cristianesimo cambiando il proprio cognome da Lazarussohn a Lasson. Studiò all'Università di Berlino tra il 1848 e il 1852. Nel 1858 divenne insegnante al Friedrichsgymnasium e dal 1859 al 1897 occupò la stessa posizione al Louisenstädtisches Real-Gymnasium. Nel 1861 prese il dottorato di ricerca e nel 1877 divenne docente privato di filosofia all'Università di Berlino. Dal 1874 insegnò storia della letteratura tedesca al Viktoria Lyceum. Dal 1906 ricoprì la carica di professore onorario all'Università di Berlino.
Fu su posizioni neohegeliane replicando al positivismo giuridico.